# جيواني
جيواني ميناء يقع على خليج عمان في اقليم بلوشستان الباكستاني.
تقع جيواني قرب الحدود الإيرانية. أشارت عدد من التقارير الصحفية بأن الصين تعتزم بناء قاعدة عسكرية في الميناء.

## المناخ
يظهر الجدول التالي التغييرات المناخية على مدار السنة لجيواني:
| البيانات المناخية لـجيواني        | البيانات المناخية لـجيواني | البيانات المناخية لـجيواني | البيانات المناخية لـجيواني | البيانات المناخية لـجيواني | البيانات المناخية لـجيواني | البيانات المناخية لـجيواني | البيانات المناخية لـجيواني | البيانات المناخية لـجيواني | البيانات المناخية لـجيواني | البيانات المناخية لـجيواني | البيانات المناخية لـجيواني | البيانات المناخية لـجيواني | البيانات المناخية لـجيواني |
| الشهر                             | يناير                      | فبراير                     | مارس                       | أبريل                      | مايو                       | يونيو                      | يوليو                      | أغسطس                      | سبتمبر                     | أكتوبر                     | نوفمبر                     | ديسمبر                     | المعدل السنوي              |
| --------------------------------- | -------------------------- | -------------------------- | -------------------------- | -------------------------- | -------------------------- | -------------------------- | -------------------------- | -------------------------- | -------------------------- | -------------------------- | -------------------------- | -------------------------- | -------------------------- |
| الدرجة القصوى °م (°ف)             | 31.1 (88.0)                | 33.0 (91.4)                | 39.0 (102.2)               | 40.5 (104.9)               | 45.0 (113.0)               | 48.0 (118.4)               | 42.5 (108.5)               | 39.5 (103.1)               | 41.1 (106.0)               | 40.5 (104.9)               | 37.2 (99.0)                | 31.1 (88.0)                | 48.0 (118.4)               |
| متوسط درجة الحرارة الكبرى °م (°ف) | 23.9 (75.0)                | 24.8 (76.6)                | 28.4 (83.1)                | 31.6 (88.9)                | 34.0 (93.2)                | 34.1 (93.4)                | 32.5 (90.5)                | 31.1 (88.0)                | 31.4 (88.5)                | 32.4 (90.3)                | 29.4 (84.9)                | 25.4 (77.7)                | 29.9 (85.8)                |
| المتوسط اليومي °م (°ف)            | 19.0 (66.2)                | 20.0 (68.0)                | 23.6 (74.5)                | 26.8 (80.2)                | 29.5 (85.1)                | 30.7 (87.3)                | 30.0 (86.0)                | 28.6 (83.5)                | 27.9 (82.2)                | 27.2 (81.0)                | 23.9 (75.0)                | 20.4 (68.7)                | 25.6 (78.1)                |
| متوسط درجة الحرارة الصغرى °م (°ف) | 14.1 (57.4)                | 15.2 (59.4)                | 18.8 (65.8)                | 22.1 (71.8)                | 25.1 (77.2)                | 27.4 (81.3)                | 27.4 (81.3)                | 26.1 (79.0)                | 24.5 (76.1)                | 22.0 (71.6)                | 18.3 (64.9)                | 15.2 (59.4)                | 21.3 (70.4)                |
| أدنى درجة حرارة °م (°ف)           | 3.9 (39.0)                 | 6.0 (42.8)                 | 11.0 (51.8)                | 15.6 (60.1)                | 19.0 (66.2)                | 22.8 (73.0)                | 21.5 (70.7)                | 21.7 (71.1)                | 18.3 (64.9)                | 13.0 (55.4)                | 5.6 (42.1)                 | 3.9 (39.0)                 | 3.9 (39.0)                 |
| الهطول مم (إنش)                   | 27.3 (1.07)                | 33.4 (1.31)                | 9.9 (0.39)                 | 6.0 (0.24)                 | 0.2 (0.01)                 | 0.6 (0.02)                 | 7.7 (0.30)                 | 3.6 (0.14)                 | 0.2 (0.01)                 | 0.2 (0.01)                 | 4.5 (0.18)                 | 20.3 (0.80)                | 113.9 (4.48)               |
| ساعات سطوع الشمس الشهرية          | 273.0                      | 254.1                      | 281.1                      | 287.9                      | 332.0                      | 280.5                      | 214.2                      | 206.7                      | 254.3                      | 307.5                      | 294.2                      | 272.3                      | 3٬257٫8                    |
| المصدر: NOAA (1961-1990)          |                            |                            |                            |                            |                            |                            |                            |                            |                            |                            |                            |                            |                            |